# Dorfkirche Friedelshausen

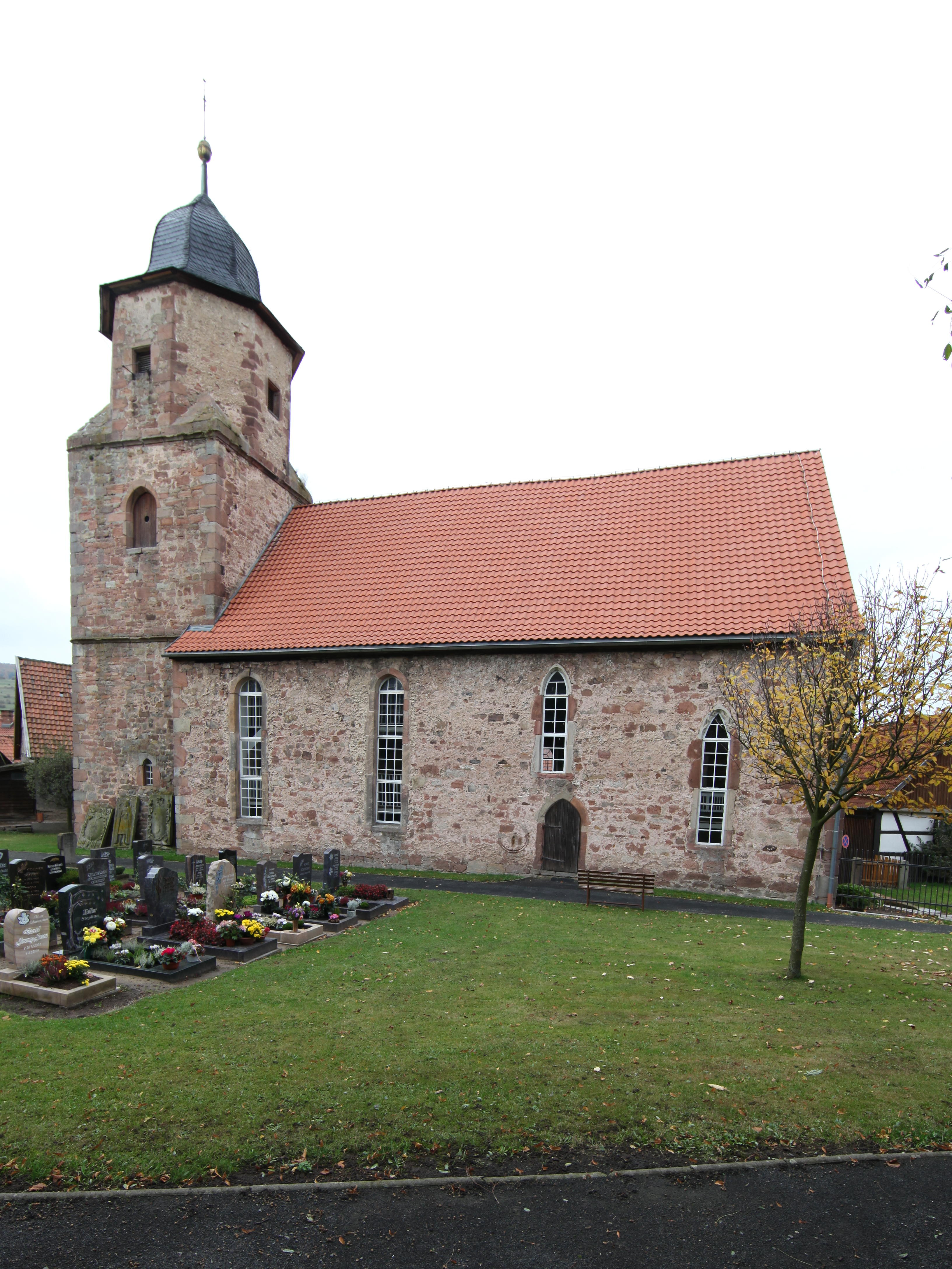
Die Kirche

Die evangelisch-lutherische Dorfkirche Friedelshausen steht auf einem kleinen Hügel in der Gemeinde Friedelshausen im Landkreis Schmalkalden-Meiningen in Thüringen.

## Geschichte
Das Gotteshaus soll vermutlich bereits im 13. Jahrhundert gestanden haben. Ihr heutiges Aussehen hat die Kirche 1602 erhalten. 
Sie besitzt ein Kreuzgewölbe im Altarraum und in der Sakristei, zwei gotische Spitzbogenfenster mit Maßwerk, gotisches Gestühl mit geschnitzten Köpfen im Altarraum und eine Sakramentennische in der Sakristei. Diese Dinge weisen auf den Vorgängerbau hin. Im Altarraum befindet sich ein geschnitztes Altarkreuz aus dem 15. Jahrhundert. Ihre erste Orgel erhielt das Gotteshaus vermutlich 1610. Sie wurde mehrfach umgebaut.

## Die Restaurierung nach 1990
Die Orgel wurde auf den Stand von 1699 zurückgebaut und erhielt ihre alten Klang zurück. 
Diese Kirche hat seitdem eine besondere Atmosphäre, die jeder Besucher spürt.